# Liste von Handwerksberufen
Die Liste von Handwerksberufen umfasst Berufe, in denen der Kern darin besteht, dass Werke durch überwiegend handliche Arbeit, mithilfe von Werkzeugen und Maschinen entstehen. Es gilt, dass ein Handwerker eine Person ist, die durch Handarbeit Werke (mit)erstellt oder repariert und dies beruflich ausübt.

## Überblick
Als von Handwerkern erschaffene oder bearbeitete Werke gelten:
- Bauprojekte (Gebäude, Fahrbahnen, Möbel, Maschinen, Fahrzeuge, Anlagen etc.)
- Lebensmittel (Backwaren, Fleisch- und Wurstwaren, Bier etc.)
- alltägliche Nutzgegenstände (Kleidung, Musikinstrumente, Medizinprodukte etc.)
- personenbezogene Arbeiten (Frisuren, Schminke, Mani- und Pediküre etc.)

Berufe, in welchen beispielsweise schriftliche oder digitale Werke entstehen zählen nicht zu den Handwerksberufen, obwohl im weiteren Sinne ebenfalls eine handliche Arbeit erfolgt (also das Tippen auf der Tastatur oder das Schreiben).

## Beispiele und Berufe

### Holzhandwerk
- Bootsbauer[1]
- Böttcher[1]
- Bürsten- und Pinselmacher[1]
- Drechsler (Elfenbeinschnitzer)[1]
- Holz- und Bautenschützer[1]
- Flechtwerkgestalter[1]
- Holzbildhauer[1]
- Holzspielzeugmacher[1]
- Muldenhauer
- Parkettleger[1]
- Rollladen- und Sonnenschutzmechatroniker[1]
- Technischer Modellbauer[1]
- Tischler (auch Schreiner genannt)
- Treppenbauer
- Zimmerer (z. B. Restaurator)

### Metallhandwerk
- Behälter- und Apparatebauer
- Büchsenmacher
- Fachkraft für Metalltechnik[1]
- Feinwerkmechaniker[1]
- Goldschmied[1]
- Graveur[1]
- Konstruktionsmechaniker[1]
- Metallbauer (Schlosser, Schmied)
- Metallbildner[1]
- Silberschmied[1]
- Präzisionswerkzeugmechaniker[1]
- Zerspanungsmechaniker[1]

### Glas- und Keramikhandwerk
- Feinoptiker[1]
- Glasapparatebauer[1]
- Glaser
- Glasbläser
- Glas- und Porzellanmaler[1]
- Glasveredler[1]
- Keramiker[1]

### Bau- und Ausbauhandwerk
- Ausbaufacharbeiter
- Bauwerksabdichter
- Baugeräteführer[1]
- Bauzeichner[1]
- Beton- und Stahlbetonbauer
- Brunnenbauer
- Dachdecker
- Estrichleger[1]
- Feuerungs- und Schornsteinbauer[1]
- Gerüstbauer[1]
- Hochbaufacharbeiter[1]
- Kanalbauer
- Maurer
- Naturwerksteinmechaniker[1]
- Ofen- und Luftheizungsbauer[1]
- Schornsteinfeger
- Steinmetz und Steinbildhauer[1]
- Straßenbauer
- Stuckateur (Gipser)[1]
- Tiefbaufacharbeiter[1]
- Trockenbaumonteur
- Wärme-, Kälte- und Schallschutzisolierer[1]
- Werksteinhersteller[1]
- Zimmerer (Bauhauptgewerbe)

### Elektrotechnik
siehe Hauptartikel Liste der Ausbildungsberufe in der Elektrotechnik
- Elektroniker Fachrichtung Automatisierungs- und Systemtechnik
- Elektroniker Fachrichtung Energie- und Gebäudetechnik
- Elektroniker für Gebäudesystemintegration
- Elektroniker für Maschinen und Antriebstechnik[1]
- Informationselektroniker[1]

### Sanitär- und Versorgungstechnik
- Anlagenmechaniker für Sanitär-, Heizungs- und Klimatechnik (ugs. Installateur)
- Behälter- und Apparatebauer[1]
- Klempner (ugs. auch Spengler, Blechner, Flaschner oder Bauflaschner)
- Mechatroniker für Kältetechnik[1]
- Mechatroniker
- Rohrleitungsbauer

### Fahrzeug- und Maschinentechnik
- Fahrradmonteur[1]
- Kraftfahrzeugmechatroniker (ugs. Kfz-Schlosser)
- Karosserie- und Fahrzeugbaumechaniker[1]
- Land- und Baumaschinenmechatroniker
- Maschinen- und Anlagenführer[1]
- Stellmacher
- Zweiradmechatroniker[1]

### Farbtechnik
- Bauten- und Objektbeschichter[1]
- Bühnenmaler
- Fahrzeuglackierer[1]
- Kirchenmaler
- Maler und Lackierer

### Stein- und Plattenlegehandwerk
- Fliesen-, Platten- und Mosaikleger

### Instrumentenbau
- Bogenmacher[1]
- Geigenbauer
- Handzuginstrumentenmacher[1]
- Holzblasinstrumentenmacher[1]
- Klavier- und Cembalobauer[1]
- Metallblasinstrumentenmacher[1]
- Orgelbauer[1]
- Zupfinstrumentenmacher[1]

### Bekleidungs-, Textil- und Lederhandwerk
- Änderungsschneider (ugs. Schneider)[1]
- Buchbinder
- Fachkraft für Lederherstellung und Gerbereitechnik[1]
- Handschuhmacher
- Korsettmacher
- Kürschner[1]
- Maßschuhmacher (ugs. Schuhmacher)[1]

- Maßschneider[1]
- Modist (ugs. Hutmacher)[1]
- Polster- und Dekorationsnäher[1]
- Raumausstatter
- Sattler[1]
- Segelmacher[1]
- Seiler[1]
- Textilgestalter im Handwerk[1]
- Textilreiniger[1]

### Lebensmittelhandwerk
- Bäcker
- Brauer und Mälzer
- Fachverkäufer im Lebensmittelhandwerk[1]
- Fleischer
- Konditor
- Verfahrenstechnologe in Mühlen und Getreidewirtschaft (ugs. Müller)[1]
- Weintechnologe[1]

### Handwerk in der Gesundheitsbranche
- Augenoptiker
- Chirurgiemechaniker
- Gebäudereiniger[1]
- Hörakustiker[1]
- Orthopädietechnik-Mechaniker[1]
- Orthopädieschuhmacher[1]
- Zahntechniker

### Handwerk in der Schönheitsbranche
- Friseur
- Kosmetiker
- Maskenbildner[1]
- Nageldesigner

### Papier- und sonstige Gewerke
- Automobilkaufmann[1]
- Bestattungsfachkraft[1]
- Edelsteinschleifer[1]
- Kerzenhersteller und Wachsbildner[1]
- Fachkraft für Lagerlogistik[1]
- Fachlagerist[1]
- Florist
- Fotograf[1]
- Fotomedienfachmann[1]
- Kaufmann für Büromanagement[1]
- Kaufmann im Einzelhandel
- Mechaniker für Reifen- und Vulkanisierungstechnik[1]
- Mediengestalter Digital und Print[1]
- Medientechnologe Druck[1]
- Medientechnologe Siebdruck[1]
- Metall- und Glockengießer[1]
- Oberflächenbeschichter
- Schilder- und Lichtreklamehersteller[1]
- Technischer Produktdesigner[1]
- Technischer Systemplaner[1]
- Thermometermacher[1]
- Uhrmacher[1]
- Verfahrensmechaniker für Kunststoff- und Kautschuktechnik[1]
- Vergolder[1]

## Belege
1. 1 2 3 4 5 6 7 8 9 10 11 12 13 14 15 16 17 18 19 20 21 22 23 24 25 26 27 28 29 30 31 32 33 34 35 36 37 38 39 40 41 42 43 44 45 46 47 48 49 50 51 52 53 54 55 56 57 58 59 60 61 62 63 64 65 66 67 68 69 70 71 72 73 74 75 76 77 78 79 80 81 82 83 84 85 86 87 88 89 90 91 92 93 94 95 96  Deutscher Handwerkskammertag (DHKT) e. V.: Berufsprofile. In: handwerk.de. Deutscher Handwerkskammertag (DHKT) e. V., 2021, abgerufen am 24. Februar 2021.